# Ignavusaurus
Ignavusaurus é um gênero de dinossauro do clado Sauropodomorpha do Jurássico Inferior do Lesoto. Há uma única espécie descrita para o gênero Ignavusaurus rachelis. Seus restos fósseis foram encontrados na formação Upper Elliot próximo de Ha Ralekoala e datados do estágio Hettangiano, com cerca de 200 milhões de anos.